# Leskeella arizonae
Leskeella arizonae là một loài Rêu trong họ Leskeaceae. Loài này được (R.S. Williams) Flowers mô tả khoa học đầu tiên năm 1973.